# فرودگاه شین‌یانگ مین‌گانگ
فرودگاه شین‌یانگ مین‌گانگ (به انگلیسی: Xinyang Minggang Airport) یک فرودگاه نظامی و همگانی است . این فرودگاه در شهر شین‌یانگ کشور چین قرار دارد .